# Txoria txori
Txoria txori (txori signifiant en basque « oiseau » : Txoria txori veut dire « L'oiseau [est un] oiseau »), plus communément appelé Hegoak (signifiant « ailes ») est un poème écrit par Joxean Artze et mis en musique (folk) par Mikel Laboa, membre du groupe Ez Dok Amairu.

## Genèse du poème et mise en musique

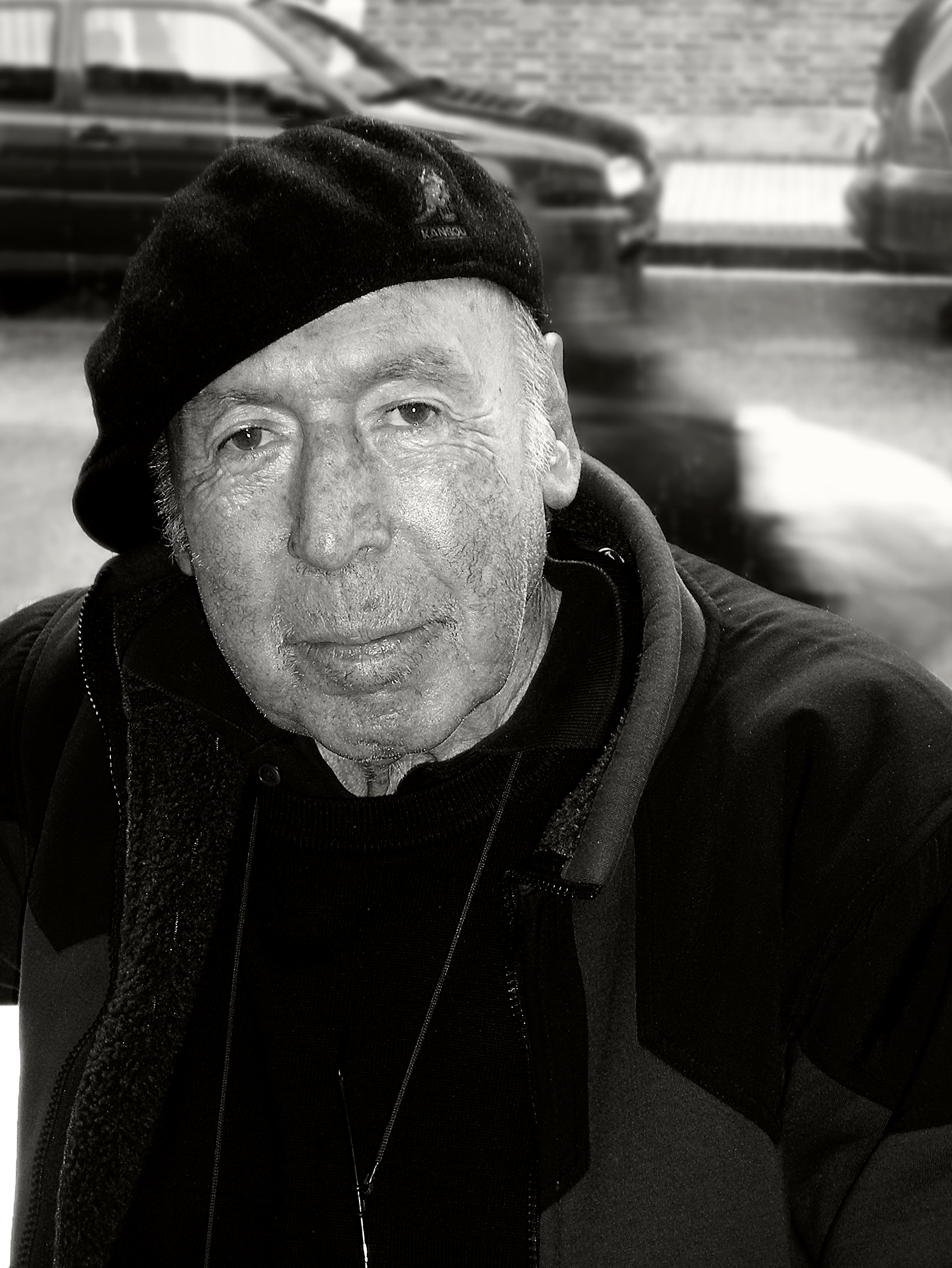
Photo de Mikel Laboa en 2007, compositeur et interprète de la chanson.

Joxean Artze écrit le poème au début des années 1960:

« J'avais 24-25 ans lorsque je l'ai écrit. Le thème de l'oiseau figure souvent dans nos vieux recueils de chant. Il m'a semblé que l'on pouvait l'assimiler à l'image de la liberté. Ici apparaît le dilemme de la liberté de la personne proche que l'on souhaite posséder.[...]Ou vous attachez la personne et vous la possédez comme un oiseau en cage, ou vous aimez la personne telle qu'elle est et alors, si elle souhaite partir, vous devez la laisser partir »

— Joxean Artze
Mikel Laboa connaissait Artze pour avoir collaboré sur des chansons comme Zilbor-hesteak (« Le cordon ombilical ») par exemple, mais ne le connaissait pas en tant que poète.
En 1968, Laboa dîne un soir avec sa femme dans un restaurant de Saint-Sébastien et y découvre le poème imprimé sur les serviettes, un acte de résistance contre l'interdiction faite par le régime franquiste d'utiliser la langue basque. La femme de Laboa et ce dernier lisent le poème qu'ils apprécient beaucoup et Laboa le met rapidement en musique,.  
Il présente la chanson pour la première fois au théâtre Astoria de Saint-Sébastien. 

## Paroles
| Paroles originales | Traduction |
| Txoria txori Hegoak ebaki banizkio Nerea izango zen Ez zuen aldegingo. Bainan horrela Ez zen gehiago txoria izango. Eta nik, Txoria nuen maite. | L'oiseau Si je lui avais coupé les ailes Il aurait été à moi Il ne serait pas parti Oui mais voilà, Il n'aurait plus été un oiseau Et moi, C'était l'oiseau que j'aimais |

## Sens des paroles

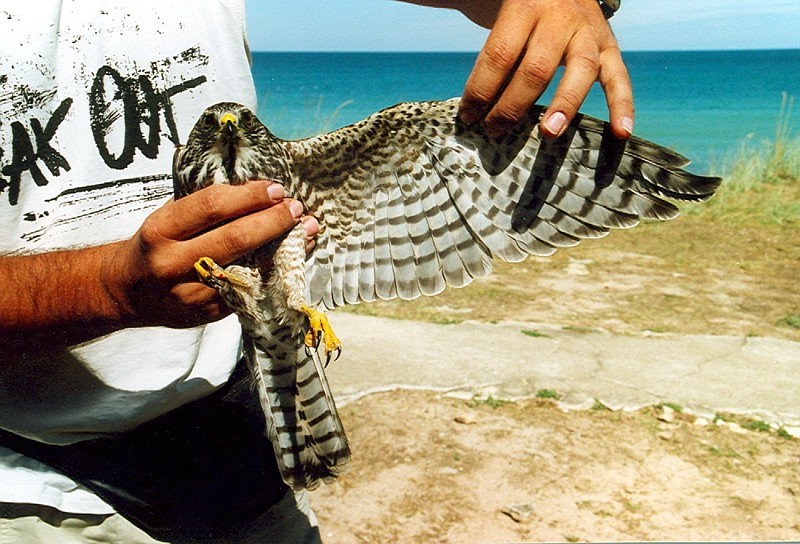
Un homme tenant un oiseau par les ailes

L'oiseau est pris comme symbole de la liberté et les paroles évoquent le dilemme qui existe lorsqu'il y a une personne proche que l'on souhaite posséder : soit on l'attache et la possède comme un oiseau en cage, soit on l'aime telle qu'elle est, et alors, si elle souhaite partir, on doit la laisser partir.
Le contexte politique en a involontairement fait une sorte de chant contestataire[réf. nécessaire]. La chanson, simple, courte et répétitive devient rapidement un chant traditionnel populaire. Le morceau est rebaptisé populairement Hegoak (les ailes), le premier mot du poème, et est aussi connu sous le nom de Nerea izango zen, une des phrases qui le composent (« Il aurait été à moi »), dans sa version arrangée pour la chorale[réf. nécessaire].
Le morceau est souvent joué accompagné à la guitare ou chanté juste a cappella[réf. nécessaire].    
La chanson est composée de trois strophes : deux de ces strophes ont deux vers et la première en a trois. Le lalalallalala est répété de nombreuses fois. Les vers sont croisés.

## Quelques versions et reprises
On notera que ce morceau a été repris par Joan Baez.
| Artiste                                                         | Titre                                | Album                                                            | Année                                                            | Label                                 |
| Mikel Laboa                                                     | Txoria txori                         | Bat hiru                                                         | 1974                                                             | Elkarlanean                           |
| L'Arcusgi                                                       | Egoak                                | Resistenza                                                       | 1988                                                             | Ricordu                               |
| Hegoak Taldea                                                   | Hegoak                               | Hegoak                                                           | 1976 Enregistrement studio Bacchanale st jean de luz avec Phocas | Agorila                               |
| Etsaiak                                                         | Txoria txori                         | Gerra Zikina                                                     | 1990                                                             | Esan Ozenki                           |
| Ángel Katarain                                                  | Txoria txori (Lekeitio)              | Txerokee, Mikel Laboaren Kantak                                  | 1990                                                             | Elkar                                 |
| Joan Baez                                                       | Txoria txori                         | Diamonds & Rust in the Bullring, enregistré aux arènes de Bilbao | 1988                                                             | Gold Castle                           |
| Portobello Bones                                                | Hasta cierto punto                   | Refuse to keep silence                                           | 1998                                                             | PBB/Crash Disc                        |
| Errobi Kanta - Chœurs Basques d'Hommes                          | Txoria txori - Oi gu hemen           | Euskal Kulturaren Mezulari - Baiona                              | 1998                                                             | Idol/Agorila                          |
| 2B2R                                                            | L'auzel (Hegoak), version en occitan | "D'aïci, d'ailleurs"                                             | 2003                                                             |                                       |
| Ester Formosa                                                   | Txoria txori                         | Perquè vull i altres cançons imprescindibles.                    | 2004                                                             | Ventilador Music                      |
| Ontuak                                                          | Hegoak                               | Hola Festa !                                                     | 2004                                                             | Idol/Agorila                          |
| Maialen (Errotabehere), Mixu (chanteur de Sustraia), et Xabaltx | Hegoak                               | MMX                                                              | 2008                                                             | Agorila                               |
| John Kelly & Maite Itoiz du groupe Kelly Family                 | Txoria txori                         | The Blue Elf'S Dream - The Live Show                             | 2009                                                             |                                       |
| Kepa Junkera (invité : Pablo Milanés)                           | Txoria txori                         | Kalea                                                            | 2009                                                             | Warner                                |
| Hak'Amarra                                                      | Txoria txori                         | Bidaian                                                          | 2011                                                             | Elkar                                 |
| Primaderan                                                      | Hegoak                               | PRIMADERAN                                                       | 2012                                                             | ?                                     |
| Anne Etchegoyen & Le chœur Aizkoa                               | Hegoak (Les ailes)                   | Les Voix Basques                                                 | 2013                                                             | Otentik Produons / Sony Music         |
| Maria Berasarte                                                 | Txoria txori                         | Aguaenlaboca - Au-delà du Fado                                   | 2014                                                             | Accords Croisés                       |
| Battista Acquaviva                                              | Hegoak - Txoria Txori                | Les chants de libertés                                           | 2015                                                             | Decca Records / Universal Music Group |